# FN Minimi
FN Minimi er et let maskingevær produceret af Belgiske Fabrique Nationale. Navnet Minimi kommer af den franske betegnelse mini-mitrailleuse (mini maskingevær).
Minimi vandt kontrakten for et nyt let støttevåben til det amerikanske militær i de sene 1970'ere – de tidlige 1980'ere, og blev indført som M249 SAW i en modificeret udgave der fremstilles af FNH USA, den amerikanske afdeling af Fabrique Nationale. Siden da er Minimi kommet i brug i mange lande, specielt NATO lande.
Fabrique Nationale udviklede også SS190 ammunitionen til Minimi, og denne ammunition blev også indført som standard NATO ammunition under betegnelsen 5.56 x 45 mm NATO og bruges nu i mange andre våben.